# Othon Ier de Bade-Sausenberg
Pour les articles homonymes, voir Othon Ier.
Othon Ier de Bade-Sausenberg (né en 1302 – mort en 1384) fut un membre de la maison de Zähringen. Issu de la maison de Bade Il fut co-margrave de Rötteln et Sausenberg de 1318 jusqu'à sa mort  conjointement avec ses frères et son neveu.

## Biographie
Othon ou Otto est le fils cadet du margrave Rodolphe Ier de Hachberg-Sausenberg et de son épouse  Agnes, l'héritière de Otto of Rötteln.  Après la mort de son frère Henri en 1318, Othon prend le gouvernement de  Rötteln et de Sausenberg.  Il règne d'abord avec son frère Rodolphe II. Il transfère la résidence familiale 
du château de Sausenburg au château de Rothelin.
À l'automne 1332, les troupes de la cité de Bâle assiègent  Rötteln, parce qu'Othon ou son frère a poignardé le maire de Bâle. Le conflit se termine par une médiation de la noblesse de Bâle et de Sausenberg. Après la mort de Rodolphe II en 1352, il assure la régence de son neveu Rodolphe III. En 1358, il transmet sa fonction de régent à Walram de Thierstein À partir de 1364, Othon Ier règne conjointement avec son neveu. En 1366, Othon et Rodolphe donnent un autel à l'église de Sitzenkirch.
Othon Ier meurt en 1384 et il est inhumé dans l'église de Sitzenkirch. La localité de Sitzenkirch est maintenant intégrée dans  Kandern et l'église est de nos jours un sanctuaire du culte évangélique.

## Unions
Othon Ier se marie deux fois, la première fois avec Catherine de Grandson et après sa mort avec Élisabeth de Strasbourg (morte en 1352). Ses deux unions restent stériles.

## Sources
- Anthony Stokvis, Manuel d'histoire, de généalogie et de chronologie de tous les États du globe, depuis les temps les plus reculés jusqu'à nos jours, préf. H. F. Wijnman, éditions Brill Leyde 1890-1893, réédition 1966, Volume III, Chapitre VIII. « Généalogie de la Maison de Bade, I. »  tableau généalogique no 105.